# Konstantin Feoktistov
Konstantin Petrovitj Feoktistov (Константин Петрович Феоктистов) (født 7. februar 1926, død 21. november 2009[kilde mangler]), var en sovjetisk kosmonaut.

## Karriere
- Kosmonaut 1964
- Rumflyvninger
  - Voskhod 1
  - Samlet tid i rummet:
- Stoppede som kosmonaut af helbredsgrunde.

Feoktistov deltog i anden verdenskrig og undgik med nød og næppe at blive henrettet efter at være fanget af tyskerne. Da han stod på kanten af massegraven, ramte skuddet ham blot i halsen og han var derfor i stand til senere at kravle ud af ligbunken og returnere til de sovjetiske linjer.
Fra 1955 deltog han i udviklingen af Sputnik, Vostok, Voskhod og Sojus under ledelse af Sergej Korolov.
Han blev senere leder af bygningen af Saljut- og Mir-rumstationerne. I dag (2003) er han vicedirektør for Bajkonur-kosmodromen.
Krateret Feoktistov på Månens bagside er opkaldt efter ham. 